# 小行星11064
小行星11064（11064 Dogen）是一颗绕太阳运转的小行星，为主小行星带小行星。该小行星于1991年11月30日发现，以道元（Dogen）命名。

## 轨道参数
小行星11064的轨道半长轴为2.7467979 UA，离心率为0.329。